# Antíoco Hierax
Antíoco Hierax (muerto 226 a. C.) fue un gobernante seléucida separatista del siglo III a. C., hijo de Antíoco II Teos y Laódice I, su primera esposa.
Se casó con la hija del rey Cielas de Bitinia.
Debe su apodo (halcón) a su carácter ambicioso. A la muerte de su padre en 246 a. C., el reino seléucida pasó a su hermano Seleuco II Calinico, que mandó matar a su madrastra Berenice, y a los hijos de ésta. Seleuco le entregó el gobierno del norte de Anatolia, a instancias de su madre, pero pronto se puso a actuar como un soberano independiente, mientras que el rey seléucida se veía envuelto en la Tercera Guerra Siria contra Ptolomeo III.
Una vez lograda la paz, Seleuco II se propuso recuperar los territorios gobernados por Hierax, por lo que estalló la llamada Guerra de los Hermanos (241-235 a. C.). Esta guerra fratricida degeneró en un conflicto más amplio, porque implicó a los gálatas y a Mitrídates I del Ponto, que apoyaron a Hierax. En 235 a. C., Seleuco II fue derrotado y abandonó Asia Menor. Sin embargo, entonces entró en escena Atalo I de Pérgamo, que se liberó del vasallaje gálata y les atacó, lo mismo que a Antíoco Hierax. Entre 230 y 228 a. C., Hierax fue derrotado tres veces y fue expulsado de Anatolia.
En esa circunstancia, se dirigió al Alto Éufrates con la intención de crear un nuevo reino, aprovechando que Seleuco II estaba luchando contra los partos, pero este abandonó Partia y le derrotó, resultando muerto poco después.